# Mary Elizabeth McGrath Blake
'Mary Elizabeth McGrath Blake (ur. 1840, zm. 1907) – poetka amerykańska. Pochodziła z Irlandii. Była córką Patricka McGratha i Mary Murphy McGrath. Kiedy miała dziewięć lat, razem z rodzicami przybyła do Stanów Zjednoczonych. Była z zawodu nauczycielką. W 1865 wyszła za mąż za lekarza Johna G. Blake'a. Mieli jedenaścioro dzieci, ale tylko sześcioro z nich dożyło wieku dorosłego. Wydała między innymi toniki Poems (1882) i Youth in Twelve Centuries (1886). Pisała też książki podróżnicze.